# Eaux et Vilaine
Eaux et Vilaine est un établissement public territorial de bassin chargé de mettre en œuvre et de coordonner la politique de l'eau et des milieux aquatiques du bassin de la Vilaine.
L'IAV a été créée en 1961 en remplacement de la conférence interdépartementale de Redon créée en 1936 ; en 2018, elle est devenue un établissement public territorial de bassin sous forme de syndicat mixte en raison de la loi NOTRe. En 2022, l'EPTB Vilaine a été renommé Eaux et Vilaine.

## Territoire
Eaux et Vilaine est un établissement public territorial de bassin (EPTB) né de la volonté des trois départements d'Ille-et-Vilaine, du Morbihan et de la Loire-Atlantique. Le territoire sur lequel il est compétent couvre 11 190 km2 et regroupe une population totale de 1 624 275 habitants.Le Morbihan a renoncé à son adhésion en 2020. La Région Bretagne a adhéré au même moment.
En plus des 2 départements, l'organisme regroupe 29 autres membres, dont :
- CA de la Presqu'île de Guérande Atlantique ;
- CA de la Région Nazairienne et de l'Estuaire ;
- CA Redon Agglomération ;
- CA Vitré Communauté ;
- CC Arc Sud Bretagne ;
- CC Bretagne Porte de Loire Communauté ;
- CC Châteaubriant-Derval ;
- CC de Brocéliande ;
- CC de la Région de Blain ;
- CC de La Roche aux Fées ;
- CC de l'Oust à Brocéliande ;
- CC de Nozay ;
- CC de Saint-Méen Montauban ;
- CC du pays de Pontchâteau - Saint-Gildas-des-Bois ;
- CC Liffré-Cormier Communauté ;
- CC Montfort Communauté ;
- CC Pays de Châteaugiron Communauté ;
- CC Questembert Communauté ;
- CC Vallons de Haute-Bretagne Communauté ;
- CC Ploërmel Communauté ;
- Rennes Métropole ;
- SM de production d'eau potable de l'Ouest 35 ;
- Syndicat de l'eau du Morbihan.

### Les opérateurs de bassins
| Sous-bassins           | Opérateurs                                                         |
| ---------------------- | ------------------------------------------------------------------ |
| Oust amont et Lié      | Loudéac Communauté − Bretagne Centre                               |
| Grand bassin de l’Oust | Syndicat mixte du Grand Bassin de l'Oust                           |
| Rivière de Pénerf      | Parc Naturel Régional du Golfe du Morbihan                         |
| Trévelo                | Syndicat mixte du Bassin Versant du Trévelo                        |
| Mès et Pont Mahé       | Communauté d'agglomération de la Presqu'île de Guérande-Atlantique |
| Marais de Redon        | Redon Agglomération                                                |
| Isac                   | Syndicat mixte pour l'Aménagement du Bassin Versant de l'Isac      |
| Don                    | Syndicat mixte du Bassin Versant du Don                            |
| Chère                  | Syndicat mixte pour l'Aménagement du Bassin Versant de la Chère    |
| Semnon                 | Syndicat intercommunal du Bassin Versant du Semnon                 |
| Seiche                 | Syndicat intercommunal du Bassin Versant de la Seiche              |
| Vilaine Amont          | Syndicat mixte du Bassin Versant de la Vilaine Amont               |
| Chevré                 | Syndicat intercommunal du Bassin du Chevré                         |
| Ille et Illet          | Syndicat mixte du Bassin Versant de l'Ille et de l'Illet           |
| Flume                  | Syndicat mixte du Bassin Versant de la Flume                       |
| Meu                    | Syndicat mixte du Bassin Versant du Meu                            |

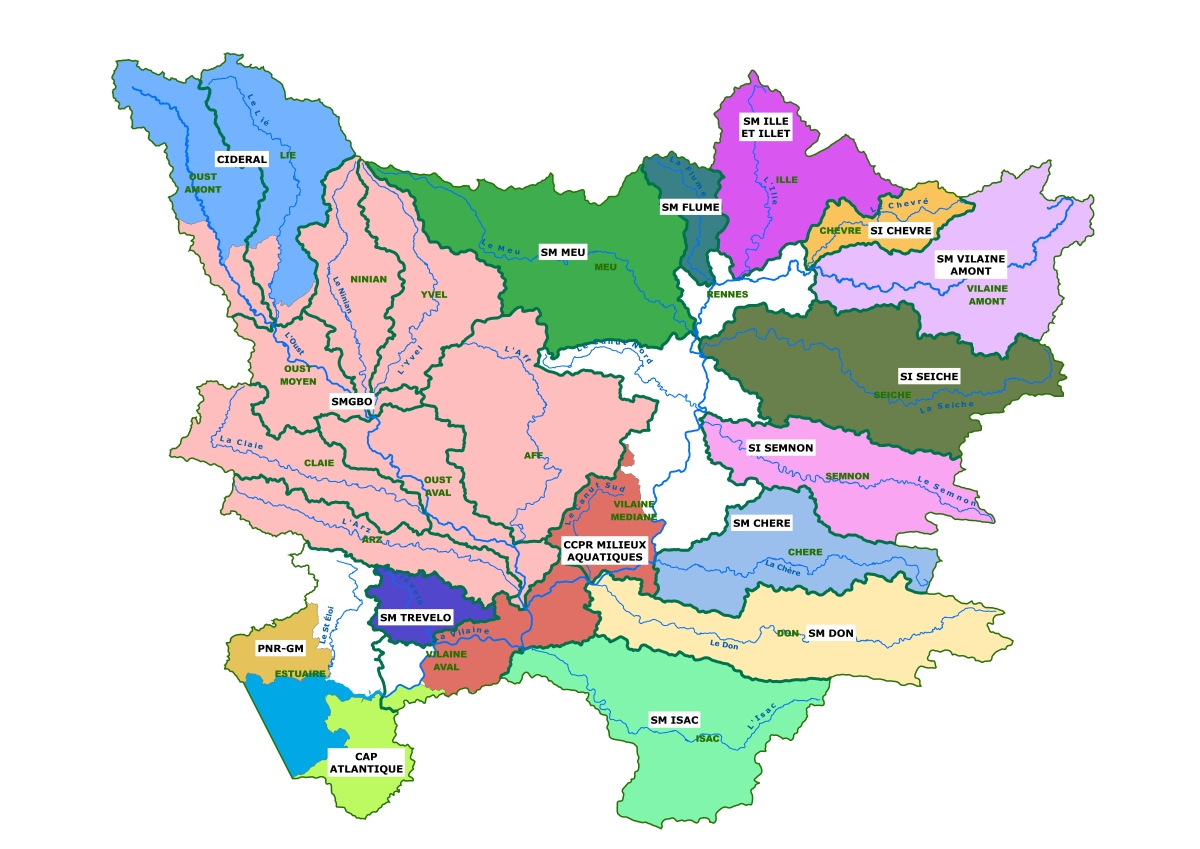
Carte Opérateurs Bassin de la Vilaine

Un certain nombre de ses opérateurs ont été dissous pour intégrer l'EPTB qui est désormais le principal opérateur GEMAPI du bassin de la Vilaine.

## Activités
Eaux et Vilaine a pour objet d’impulser, de faciliter et de concourir à la gestion équilibrée et durable de la ressource en eau ; la prévention des inondations et la défense contre la mer ; la préservation, la gestion et la restauration de la biodiversité des écosystèmes aquatiques, des zones humides et des cours d’eau, à l’échelle du périmètre du Schéma d'aménagement et de gestion des eaux du bassin de la Vilaine.
Ses principales missions sont :
- la réalisation d'aménagements hydrauliques structurants ;
- la lutte contre les inondations ;
- la production d'eau potable.

L'organisme joue aussi un rôle scientifique, avec notamment le suivi du comportement des poissons migrateurs dans le fleuve, la coordination des inventaires des zones humides, la lutte contre les plantes invasives. Il se charge également du désenvasement de certaines portions de la Vilaine.

### Aménagements hydrauliques
L'aménagement le plus important réalisé par Eaux et Vilaine est le barrage d'Arzal, dans l'estuaire de la Vilaine, ainsi que l'usine de Ferel-Arzal. Le pont de Cran est une autre de ses réalisations structurantes.

## Administration
Le siège social est situé à l'Hôtel du département de la Loire-Atlantique, à Nantes, mais ses locaux administratifs et techniques sont basés à La Roche-Bernard' Chateaugiron, Pacé et à Redon. L'organisme a pour directeur général Jean-Luc Jégou. Il emploie 120 agents. Son budget annuel est de 25 à 30 millions d'euros.